# Pesek, Dolina
Pesek (italijansko Pesek) je naselje na Tržaškem v Občini Dolina, ob vznožju Kokoši.
Pesek je slovenska zamejska vas na severnem robu Istre v Italiji, z nekaj sto prebivalci. Nahaja se v občini Dolina, v Bregu. Naselje leži okoli 10 km jugovzhodno od Trsta, na nadmorski višini okoli 474 mnm.
Na začetku vasi stoji župnijska cerkev Brezmadežne Device Marije, zgrajena leta 1954 po načrtu arhitekta Vilka Čekute, ki je sedež župnije sv. Tomaža apostola v Škofiji Trst.

## Zgodovina
Od leta 1954 do popolne vključitve Slovenije v skupni evropski prostor je bil tu eden glavnih mednarodnih mejnih prehodov dežele Furlanije - Julijske krajine.